# Dajabón
Dajabón est une ville du Nord-Ouest de la République dominicaine. Elle est la capitale de la province de Dajabón, toute proche de la frontière avec Haïti.

## Histoire
Il y a différentes théories au sujet de la provenance du nom Dajabón, l'une de ces théories évoquant une contraction d'une espèce de poisson appelée Dajao et du mot français bon, une autre indique que le nom taïno de la région était Dahaboon .
La ville a été fondée au XVIIIe siècle (1776 selon Vicente Tolentino Rojas, 1750 selon Moreau de Saint-Méry), mais ce n'est qu'au cours du XIXe siècle, en 1843, que le lieu est devenu officiellement une commune du canton haïtien de Fort-Liberté. L'année suivante, la Junte centrale gouvernante la convertit en commune du département de Santiago, avant qu'elle ne devienne qu'un simple poste-frontière dépendant de Monte Cristi.
De 1879 à 1939, Dajabón faisait partie de la province maritime de Monte Cristi, avant de devenir capitale de la province de Dajabón.
En 1937, le président dominicain Trujillo ordonna aux habitants haïtiens de la ville de quitter le pays. Mais personne ne prit en compte son ordre et s'ensuivit un carnage dans lequel moururent plus de 30 000 Haïtiens.
Ce n'est que durant le gouvernement de Salvador Jorge Blanco (1982-1986) que fut rouverte la frontière dominico-haitienne.

## Économie
La commune de Dajabón a en principe les moyens pour subvenir à ses besoins alimentaires, toutefois, le sol n'y est pas utilisé efficacement[réf. nécessaire].
Un pont relie la ville à la commune frontalière haïtienne de Ouanaminthe. Deux fois par semaine, les Haïtiens sont autorisés à traverser la rivière Dajabón pour vendre leurs produits en République dominicaine.
Le commerce de la ville est en plein essor. Environ 77 % de la population active travaille et environ 25 % de ceux-ci travaillent dans le secteur public.